# Tull
Tull is een plaats (town) in de Amerikaanse staat Arkansas, en valt bestuurlijk gezien onder Grant County.

## Demografie
Bij de volkstelling in 2000 werd het aantal inwoners vastgesteld op 358.
In 2006 is het aantal inwoners door het United States Census Bureau geschat op 372, een stijging van 14 (3,9%).

## Geografie
Volgens het United States Census Bureau beslaat de plaats een oppervlakte van
8,9 km², geheel bestaande uit land. Tull ligt op ongeveer 107 m boven zeeniveau.

## Plaatsen in de nabije omgeving
De onderstaande figuur toont nabijgelegen plaatsen in een straal van 16 km rond Tull.